# Distretto di Taougrit
Il distretto di Taougrit è un distretto della provincia di Chlef, in Algeria, con capoluogo Taougrit.

## Comuni
Il distretto di Taougrit comprende due comuni:
- Taougrit
- Dahra